# Melléknevek a német nyelvben
A német nyelvben megkülönböztetünk ragozható és ragozhatatlan szófajokat. A melléknév a ragozható szófajok csoportjába tartozik, három ragozási típusa is van (erős, vegyes és gyenge).

## A mondatban betöltött szerepe
A melléknév a mondatban lehet
- jelző
- az összetett állítmány névszói része
- módhatározó

A melléknév mondatbeli szerepétől függően állhat ragozott vagy ragozatlan formában is.

## Az összetett állítmány részeként álló melléknév
A német nyelvben nincsen teljes mondat ragozott ige nélkül. Mivel névszói állítmány – a magyar nyelvvel ellentétben – nincs, a németben a melléknév önállóan nem lehet állítmány, csak a létigével alkotott összetett (névszói-igei) állítmány része. Ez esetben pedig a melléknevet nem ragozzuk!
Das Kind ist klug. / Die Kinder sind klug. – Mindkettő összetett állítmány, és a második mondatban csak az állítmány igei része (sind) van ragozva, a melléknév nincs.
A gyerek okos. / A gyerekek okosak. – Mindkettő egyszerű, melléknévvel kifejezett névszói állítmány, és a második mondatban a melléknév az alanyhoz igazodik.

## A módhatározóként álló melléknév
Eltérően a magyar nyelvtől, a németben a módhatározóként álló melléknév nem kaphat semmilyen ragot, csak a felsőfokú melléknév kap egy am elöljárószót: Er antwortete richtig. Sie ist am schnellsten gelauft.
A magyar nyelvben viszont: Helyesen válaszolt. Ő futott a leggyorsabban.

## A jelzőként álló melléknév
A német nyelvben csak a jelzőként álló mellékneveket ragozzuk (az összetett állítmány részeként vagy módhatározóként állókat nem). A jelzői mellékneveknek három ragozási típusa van (attól függően, hogy áll-e előttük determináns, és ha igen, akkor hány alakú):
- erős (névelőpótló) ragozás (ha a melléknév előtt nem áll semmilyen determináns)
- gyenge (névelőkísérő) ragozás (ha a melléknév előtt valamilyen háromalakú determináns áll)
- vegyes (névelőkiegészítő) ragozás (ha a melléknév előtt kétalakú determináns áll)

### Erős (névelőpótló) ragozás (starke Deklination)
A jelzői melléknevet akkor ragozzuk erősen, ha nem áll előtte semmilyen determináns, vagyis olyan névelő vagy névmás, amely a főnév nemét, számát és esetét jelölné.
Az erősen ragozott melléknév átveszi a határozott névelő szerepét, vagyis annak végződéseit.
| eset          | EGYES SZÁM | EGYES SZÁM | EGYES SZÁM  | TÖBBES SZÁM |
| eset          | hímnem     | nőnem      | semlegesnem | minden nem  |
| ------------- | ---------- | ---------- | ----------- | ----------- |
| alanyeset     | –er        | –e         | –es         | –e          |
| tárgyeset     | –en        | –e         | –es         | –e          |
| részes eset   | –em        | –er        | –em         | –en         |
| birtokos eset | –en / –es  | –er        | –en / –es   | –er         |

| eset          | EGYES SZÁM  | EGYES SZÁM  | EGYES SZÁM   | TÖBBES SZÁM  |
| eset          | hímnem      | nőnem       | semlegesnem  | minden nem   |
| ------------- | ----------- | ----------- | ------------ | ------------ |
| alanyeset     | guter Tag   | gute Nacht  | gutes Haus   | gute Weine   |
| tárgyeset     | guten Tag   | gute Nacht  | gutes Haus   | gute Weine   |
| részes eset   | gutem Tag   | guter Nacht | gutem Haus   | guten Weinen |
| birtokos eset | guten Tages | guter Nacht | guten Hauses | guter Weine  |

MEGJEGYZÉS: Egyes számú birtokos esetben hímnemben és semlegesnemben legtöbbször –en rag lép fel, mert a főnév –es ragja már jelzi a birtokos esetet:

der Genuss guten alten Weines (jó óbor élvezete)

#### Használata
- Ha nincs előtte sem határozott, sem határozatlan névelő
- Anyagnevek előtt: Ich trinke starken Kaffee. (Erős kávét iszom.)
- Megszólításokban: Lieber Peter! / Liebe Anna! (Kedves Péter! / Kedves Anna!)
- Üdvözlésekben és jókívánságokban: Guten Tag! (Jó napot!), Guten Appetit!  (Jó étvágyat!)
- Birtokos esetben álló tulajdonnév után: Das ist Peters neues Haus. (Ez Péter új háza.)
- A wessen?, dessen, deren névmások után: Wessen roter Schal hängt dort? (Kinek a piros sálja függ ott?)
- 1-nél nagyobb tőszámnevek után: Dort stehen drei schöne Frauen. (Három szép nő áll ott.)
- Ragozott határozatlan számnevek után (einige, etliche, mehrere, viele, wenige): Ich habe viele deutsche Bücher. (Sok német könyvem van.)

### Gyenge (névelőkísérő) ragozás (schwache Deklination)
A jelzői melléknevet akkor ragozzuk gyengén, ha előtte háromalakú determináns áll, amely egyértelműen jelzi a főnév nemét, számát és esetét:

der3, dieser3, jener3, solcher3, welcher3, mancher3, jeder3, aller3, derselbe3, derjenige3
A gyengén ragozott melléknév mindig csak –e vagy –en végződést kap:
| eset          | EGYES SZÁM | EGYES SZÁM | EGYES SZÁM  | TÖBBES SZÁM |
| eset          | hímnem     | nőnem      | semlegesnem | minden nem  |
| ------------- | ---------- | ---------- | ----------- | ----------- |
| alanyeset     | –e         | –e         | –e          | –en         |
| tárgyeset     | –en        | –e         | –e          | –en         |
| részes eset   | –en        | –en        | –en         | –en         |
| birtokos eset | –en        | –en        | –en         | –en         |

| eset          | EGYES SZÁM      | EGYES SZÁM      | EGYES SZÁM       | TÖBBES SZÁM      |
| eset          | hímnem          | nőnem           | semlegesnem      | minden nem       |
| ------------- | --------------- | --------------- | ---------------- | ---------------- |
| alanyeset     | der gute Tag    | die gute Nacht  | das gute Haus    | die guten Weine  |
| tárgyeset     | den guten Tag   | die gute Nacht  | das gute Haus    | die guten Weine  |
| részes eset   | dem guten Tag   | der guten Nacht | dem guten Haus   | den guten Weinen |
| birtokos eset | des guten Tages | der guten Nacht | des guten Hauses | der guten Weine  |

### Vegyes (névelőkiegészítő) ragozás (gemischte Deklination)
A jelzői melléknevet akkor ragozzuk vegyesen, ha előtte kétalakú determináns áll:

határozatlan névelő (ein2, kein2) vagy birtokos névmás (mein2, dein2, sein2, ihr2, sein2, unser2, euer2, ihr2, Ihr2)
Ezek egyes számban, hímnem alanyesetben és semlegesnem alany- és tárgyesetben nem jelzik a főnév nemét. Ez esetekben ezért a melléknév „erős” ragokat kap, a többi esetben pedig „gyengéket”.
| eset          | EGYES SZÁM | EGYES SZÁM | EGYES SZÁM  | TÖBBES SZÁM |
| eset          | hímnem     | nőnem      | semlegesnem | minden nem  |
| ------------- | ---------- | ---------- | ----------- | ----------- |
| alanyeset     | –er        | –e         | –es         | –en         |
| tárgyeset     | –en        | –e         | –es         | –en         |
| részes eset   | –en        | –en        | –en         | –en         |
| birtokos eset | –en        | –en        | –en         | –en         |

| eset          | EGYES SZÁM            | EGYES SZÁM        | EGYES SZÁM          | TÖBBES SZÁM           |
| eset          | hímnem                | nőnem             | semlegesnem         | minden nem            |
| ------------- | --------------------- | ----------------- | ------------------- | --------------------- |
| alanyeset     | mein guter Freund     | meine gute Frau   | mein gutes Haus     | meine guten Freunde   |
| tárgyeset     | meinen guten Freund   | meine gute Frau   | mein gutes Haus     | meine guten Freunde   |
| részes eset   | meinem guten Freund   | meiner guten Frau | meinem guten Haus   | meinen guten Freunden |
| birtokos eset | meines guten Freundes | meiner guten Frau | meines guten Hauses | meiner guten Freunde  |

## Rendhagyó ragozású melléknevek

### Az -e- kiesése
Az -el végződésű melléknevek ragozott alakjaiból a hangsúlytalan -e- kiesik.
- dunkel (sötét) – das dunkle Zimmer (a sötét szoba)
- eitel (öntelt) – der eitle Mensch (az öntelt ember)
- nobel (előkelő) – das noble Hotel (az előkelő hotel)

### A hoch ragozása
A hoch (magas) melléknév ch hangja -e-vel kezdődő végződések előtt néma h hanggá változik:
Das Haus ist hoch. (A ház magas.)

Das ist ein hohes Haus. (Ez egy magas ház.)